# NGC 217
NGC 217 ist eine Spiralgalaxie vom Hubble-Typ SABa im Sternbild Walfisch südlich der Ekliptik. Sie ist schätzungsweise 178 Millionen Lichtjahre von der Milchstraße entfernt und hat einen Durchmesser von etwa 145.000 Lichtjahren.

Im selben Himmelsareal befindet sich u. a. die Galaxie NGC 195.
Das Objekt wurde am 28. November 1785 von dem deutsch-britischen Astronomen Wilhelm Herschel entdeckt.